# Kongregation von der Heiligen Familie
Die Kongregation der Heiligen Familie (engl.: Congregation of the Holy Family, Ordenskürzel: CHF) ist ein Frauenorden in der römisch-katholischen Kirche. Die Ordensgemeinschaft wurde 1914 in Thrissur (Kerala, Indien) gegründet.

## Geschichte
Die im Jahr 2000 seliggesprochene Mariam Thresia Chiramel Mankidiyan übernahm 1902 die Pflege und Fürsorge für Kranke und Arme und ging mit ihren drei Mitstreiterinnen zu den hilfsbedürftigen Familien. Sie gingen ebenfalls in die Armenviertel und boten ihre Hilfe an. 1913 erbaute sie ein Gebets- und Meditationshaus, hier lebte sie mit ihren Mitarbeiterinnen in einer klösterlichen und religiösen Gemeinschaft.
Am 14. Mai 1914 erhielt sie durch ihren Diözesanbischof die Genehmigung die „Kongregation der Heiligen Familie“ zu gründen. Zunächst übernahm die Gemeinschaft die Ordensregeln der Schwestern der Heiligen Familie von Bordeaux, die eine Niederlassung in Sri Lanka hatten. 1926, dem Todestag der Gründerin, zählte die Kongregation 55 Schwestern, die 30 Internatsschülerinnen und 10 Waisenkinder betreuten. Die Hauptaufgabe liegt auch heute noch auf pflegerischen und fürsorglichen Tätigkeiten für hilfsbedürftige Menschen. Die päpstliche Approbation erfolgte am 1. August 1978 durch Papst Paul VI. Ihre Arbeitsmethoden erinnern an die später ins Leben gerufenen Missionarinnen der Nächstenliebe, die 1948 von Mutter Teresa in Kalkutta gegründet wurde.

## Organisation
Die letzte Statistik belegt, dass die Kongregation (Status von 2000) über 1584 Ordensschwestern und 119 Novizinnen zählt. Die Gemeinschaft leistet ihren Dienst in 7 Ordensprovinzen, die weltweit in 198 Konvente aufgegliedert sind. Die Konvente sind in Indien (192 Konvente), Italien (2 Konvente), Afrika (Konvente 2), Deutschland (1 Konvent in Monschau) und Amerika (1 Konvent) tätig. Die Kongregation verwaltet 176 Häuser. Das Generalat hat seinen Sitz noch heute in Thrissur.